# Музей изящных искусств (Хьюстон)
Музе́й изя́щных иску́сств (англ. Museum of Fine Arts, Houston, сокращённо MFAH) в Хьюстоне — один из самых крупных художественных музеев в США и крупнейший в Техасе. Постоянная коллекция музея охватывает более чем шеститысячелетнюю историю и содержит более 63 тысяч экспонатов. По данным за 2021 год, музей был на 7-м месте по посещаемости среди всех художественных музеев США. В 2022 году занимал 59-е место в списке самых посещаемых художественных музеев мира.
Основные коллекции музея главным образом расположены в двух соседних строениях (соединённых подземным переходом) — здании Одри Джонс Бек (англ. The Audrey Jones Beck Building) и здании Кэролайн Висс Лоу (англ. The Caroline Wiess Law Building).
Кроме этого, в состав музея входят сад скульптур Лилли и Хью Роя Каллена (англ. The Lillie and Hugh Roy Cullen Sculpture Garden), Школа искусств и начальная школа Глэсселла (англ. Glassell School of Art and Glassell Junior School), собрания и сады Байю-Бенд (англ. Bayou Bend Collection and Gardens) и здание Риенци (Rienzi).

## Коллекция музея

### Европейская живопись XV—XVI веков
Коллекция европейской живописи XV—XVI веков представлена картинами таких художников, как Рогир ван дер Вейден («Мадонна с младенцем», после 1454), Ханс Мемлинг («Портрет пожилой женщины», 1468—1470), Сандро Боттичелли («Поклонение младенцу Христу», около 1500), Бартоломео Венето («Портрет мужчины», 1512, и «Портрет женщины», 1520-е), Себастьяно дель Пьомбо («Антон Франческо Альбицци», 1525), Лукас Кранах Старший («Самоубийство Лукреции», 1529), Якопо Бассано и Франческо Бассано Младший («Христос в доме Марии, Марты и Лазаря», 1576—1577), Доменико Тинторетто («Танкред, обращающий Клоринду в христианство», около 1586—1600) и другие.

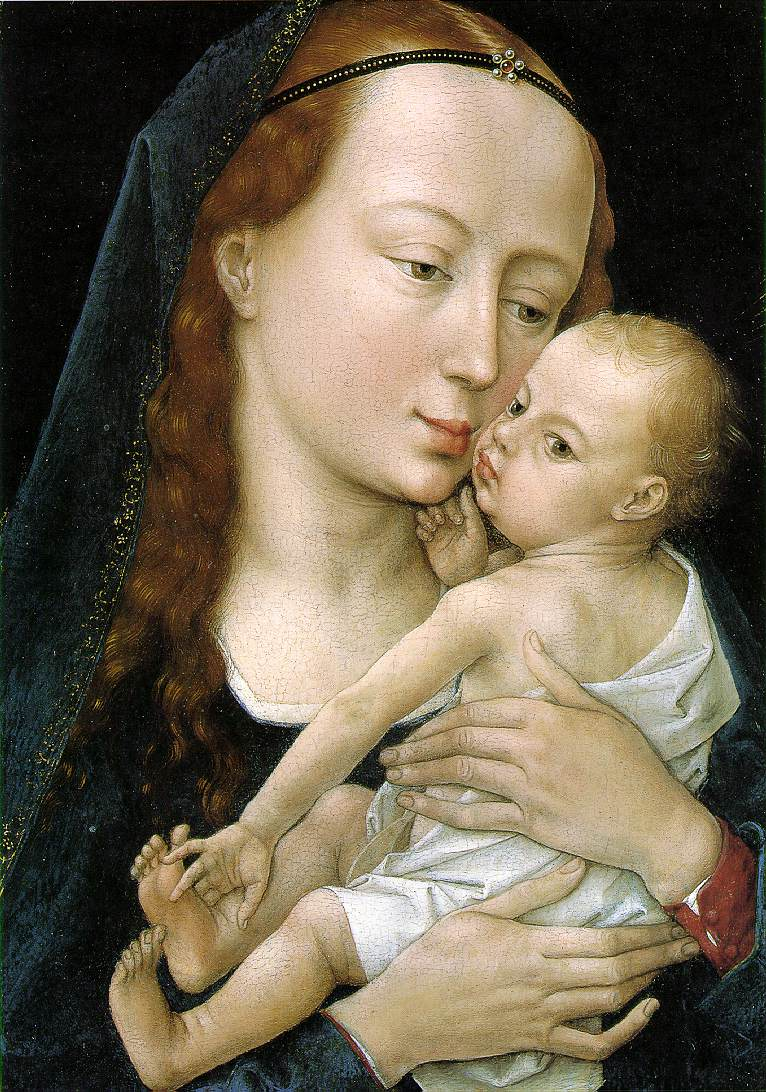
Рогир ван дер Вейден Мадонна с младенцем (после 1454)
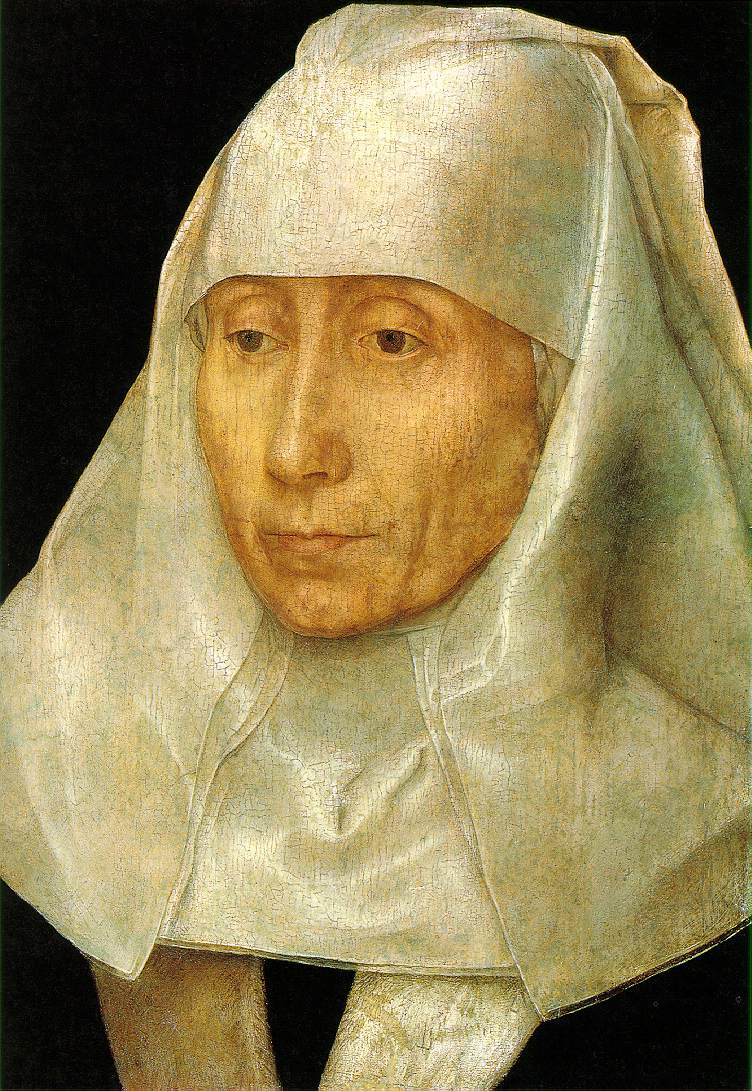
Ханс Мемлинг Портрет пожилой женщины (1468—1470)
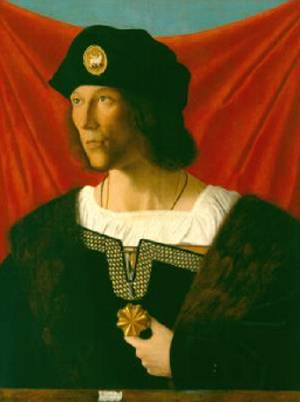
Бартоломео Венето Портрет мужчины (1512)
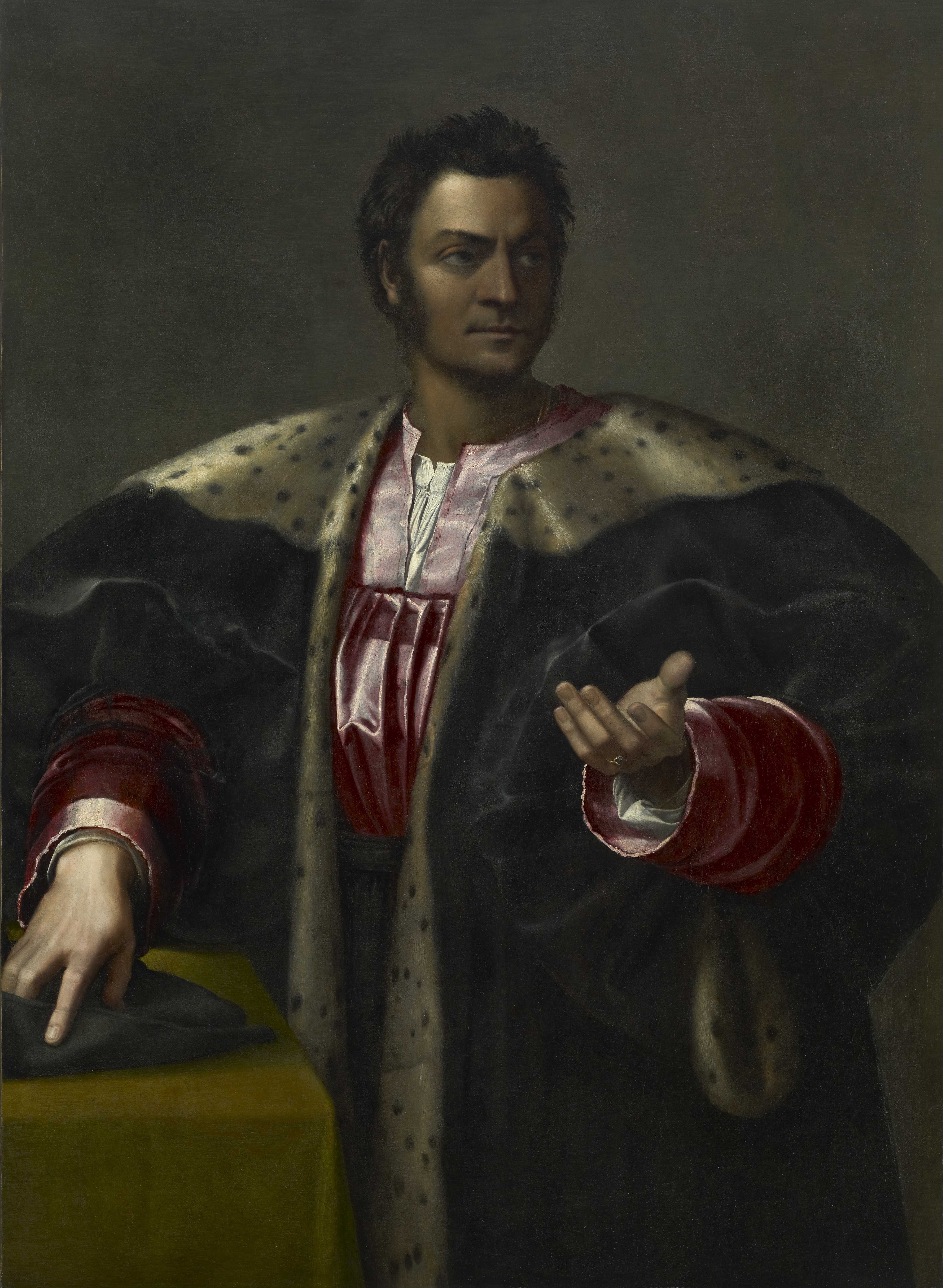
Себастьяно дель Пьомбо Антон Франческо Альбицци (1525)

### Европейская живопись XVII—XVIII веков

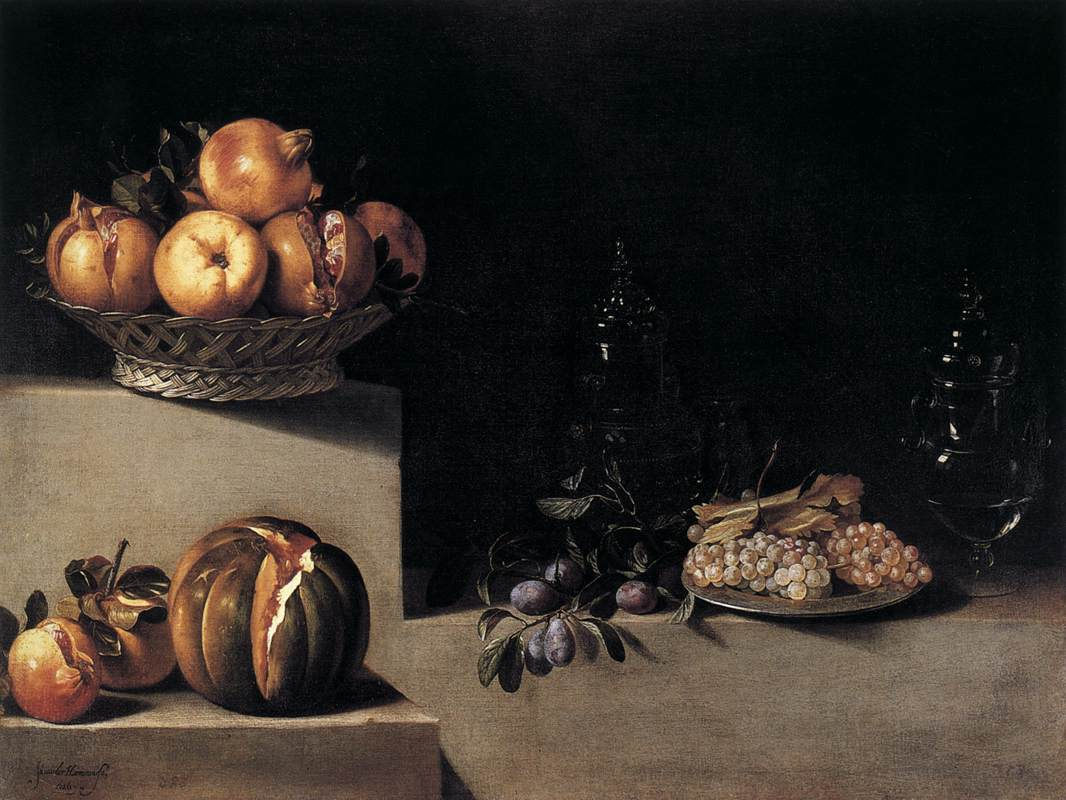
Хуан ван дер Амен Натюрморт с фруктами и стеклянными предметами (1626)
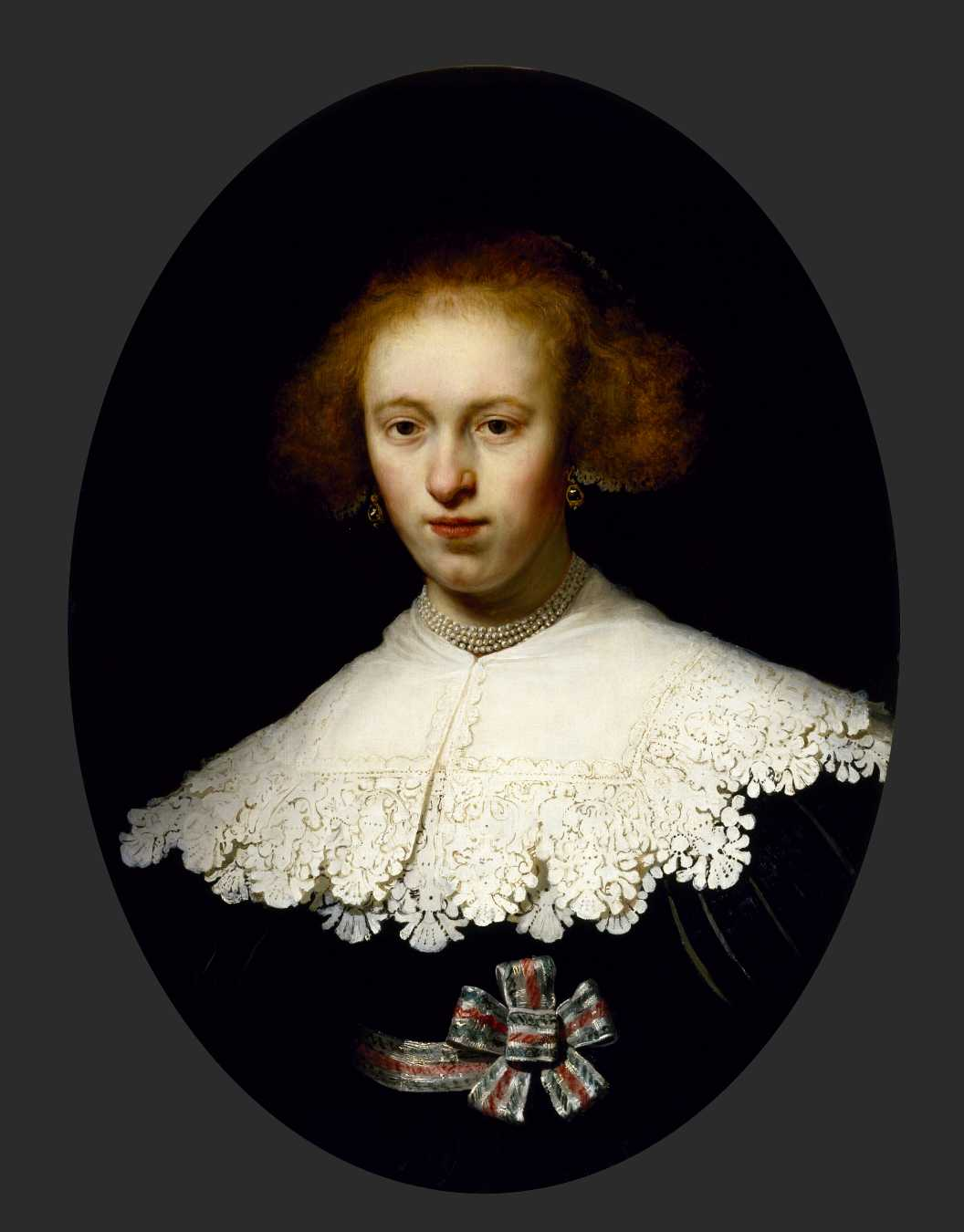
Рембрандт Портрет молодой женщины (1633)
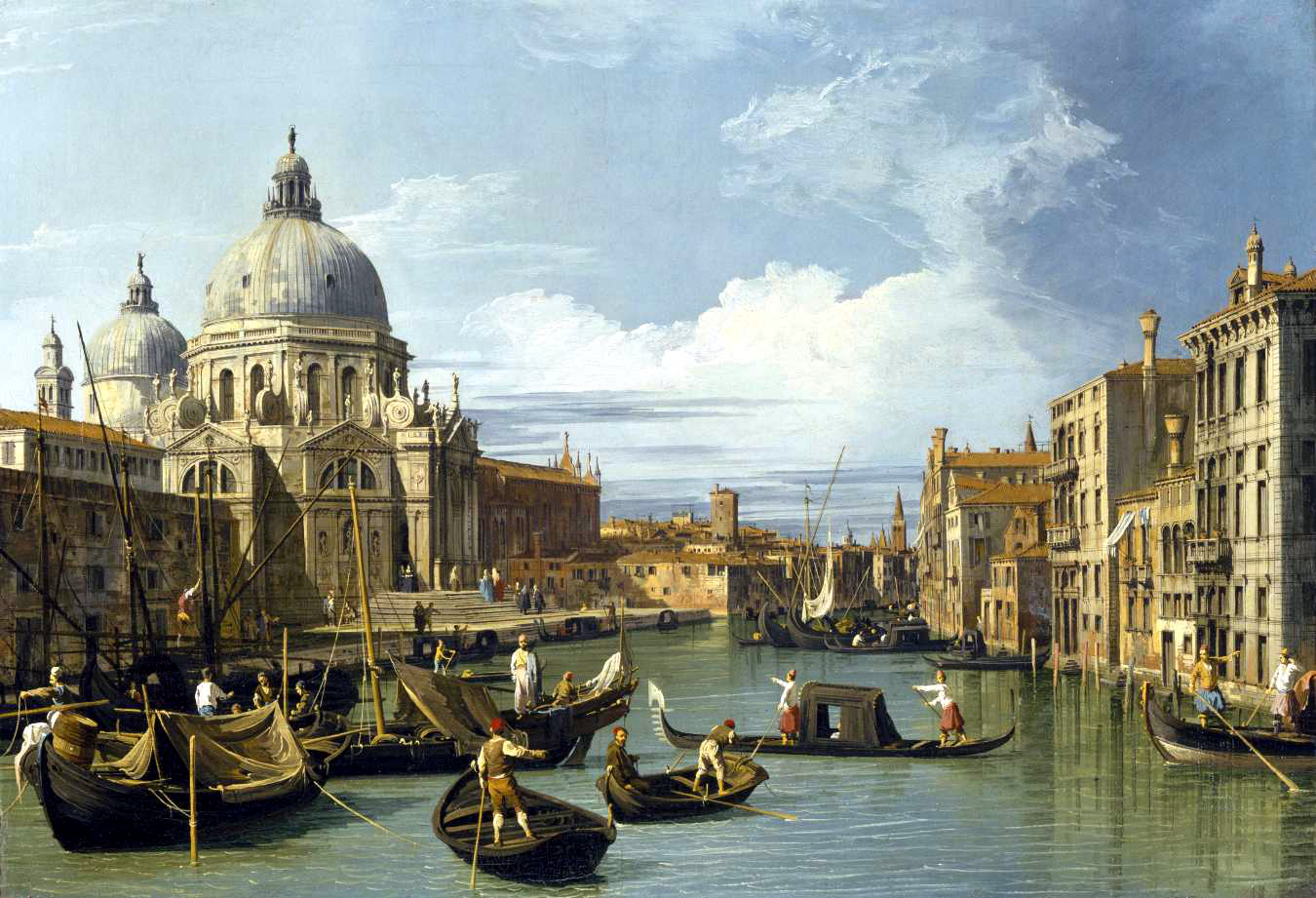
Каналетто Гранд-канал и церковь делла Салюте (1730)
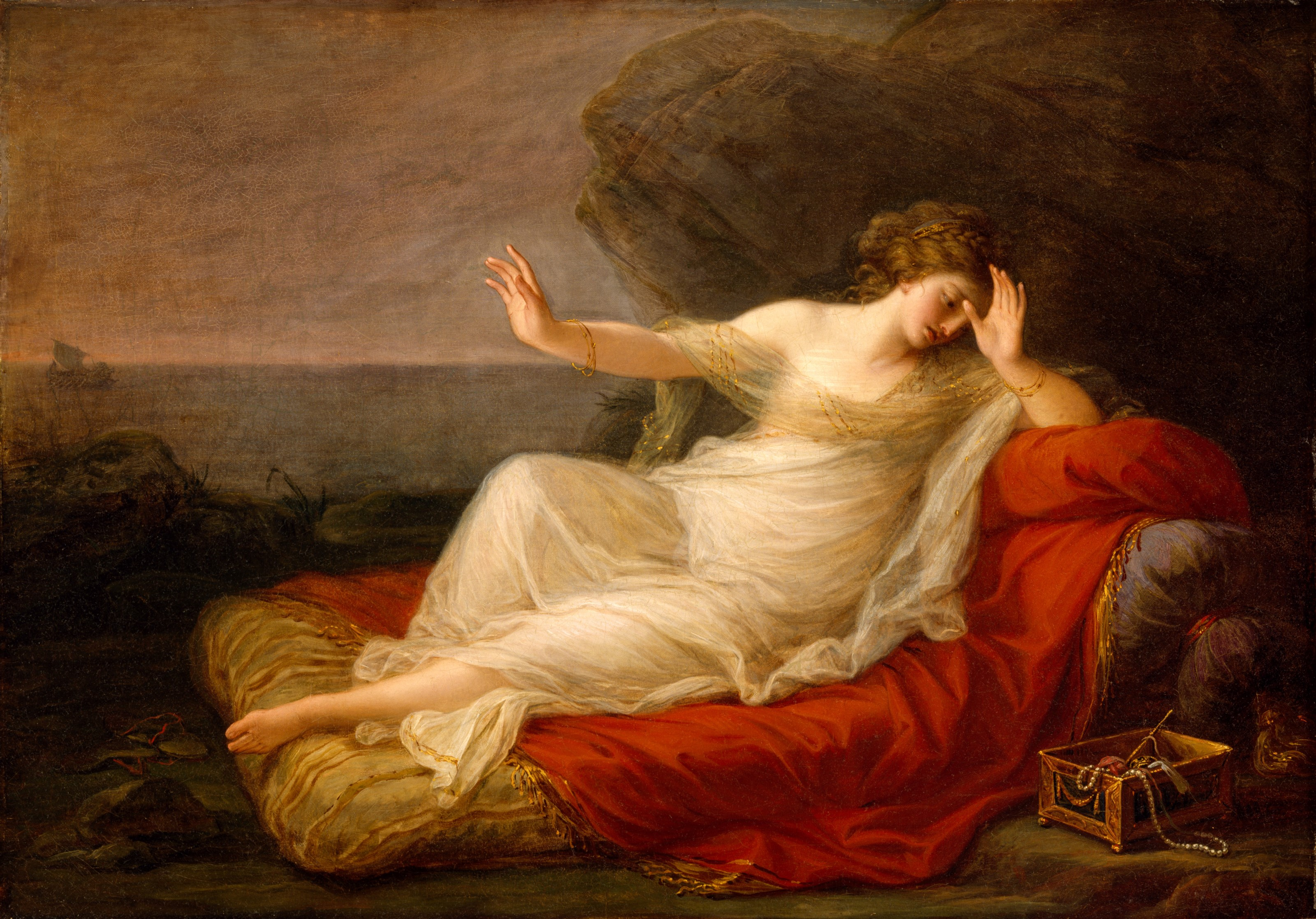
Ангелика Кауфман Ариадна, покинутая Тесеем (1774)

### Европейская живопись XIX—XX веков

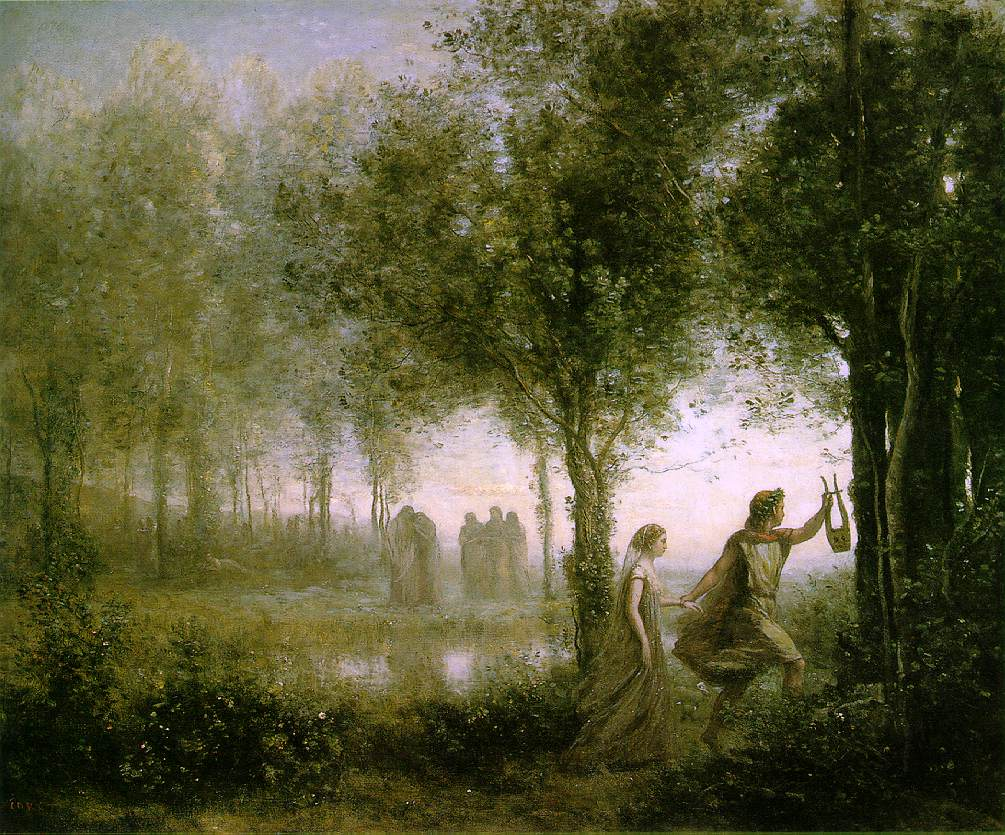
Камиль Коро Орфей, выводящий Эвридику из царства мёртвых (1861)
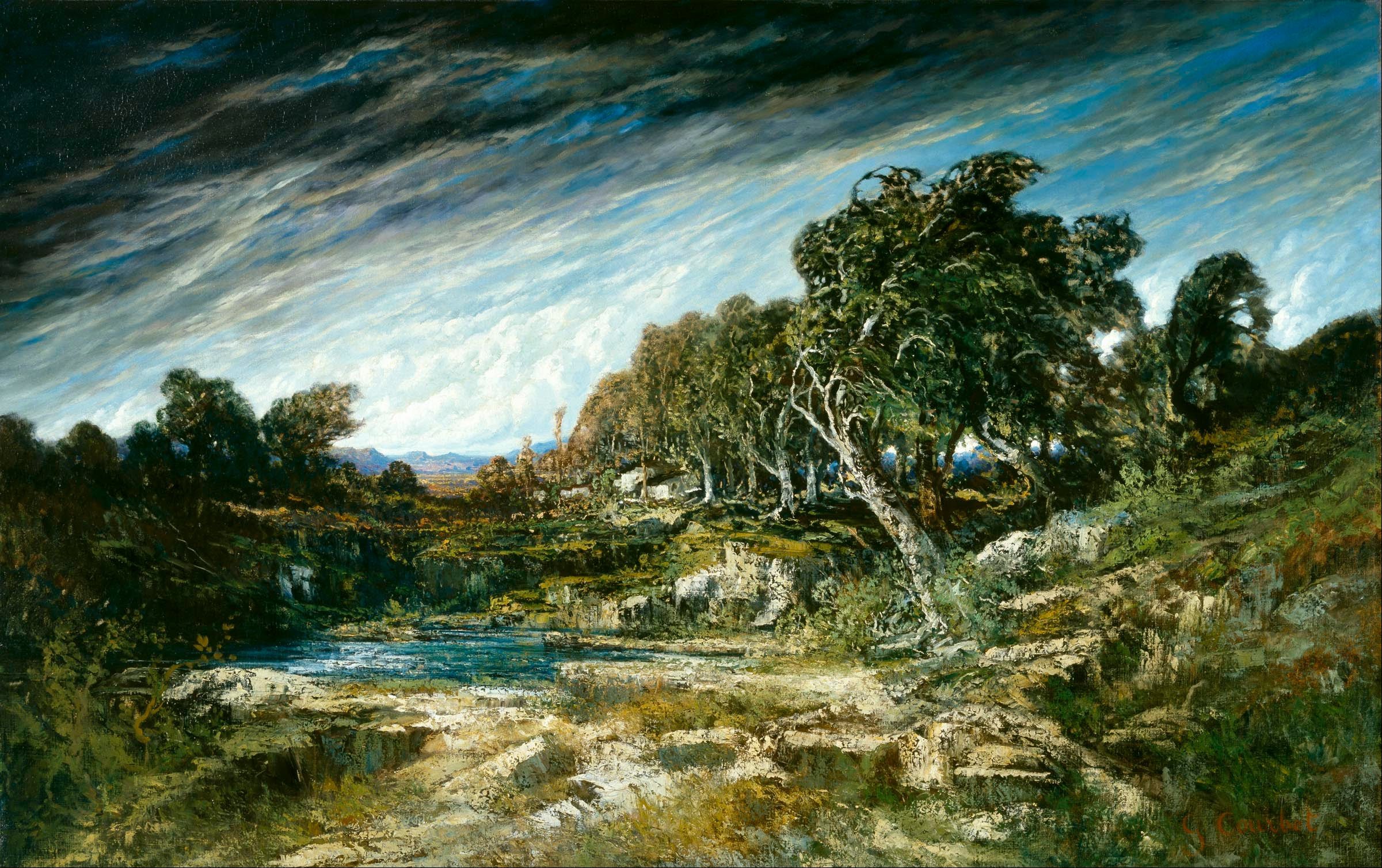
Гюстав Курбе Порыв ветра (Приближение шторма) (1865)
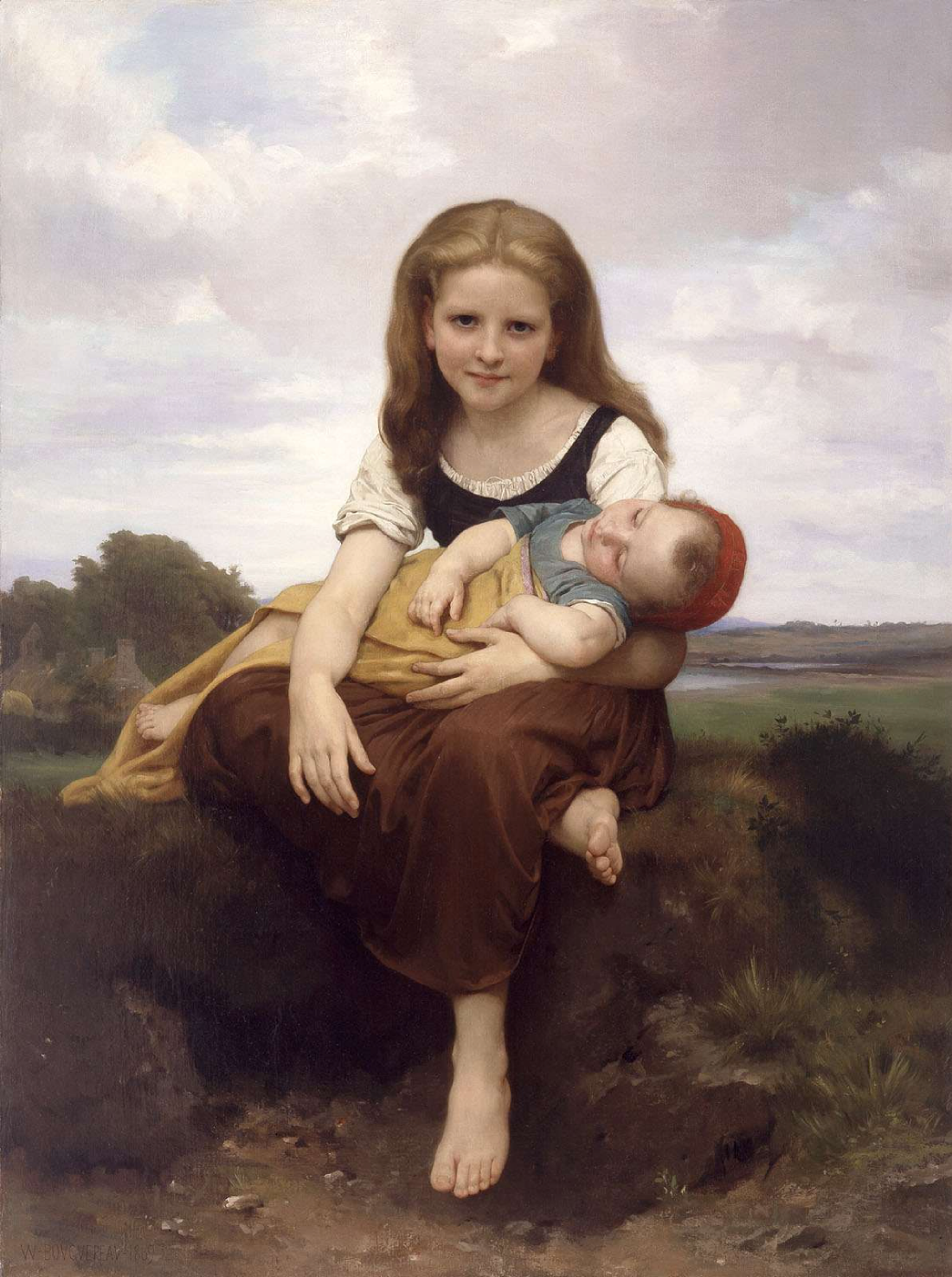
Адольф Вильям Бугро Старшая сестра (1869)
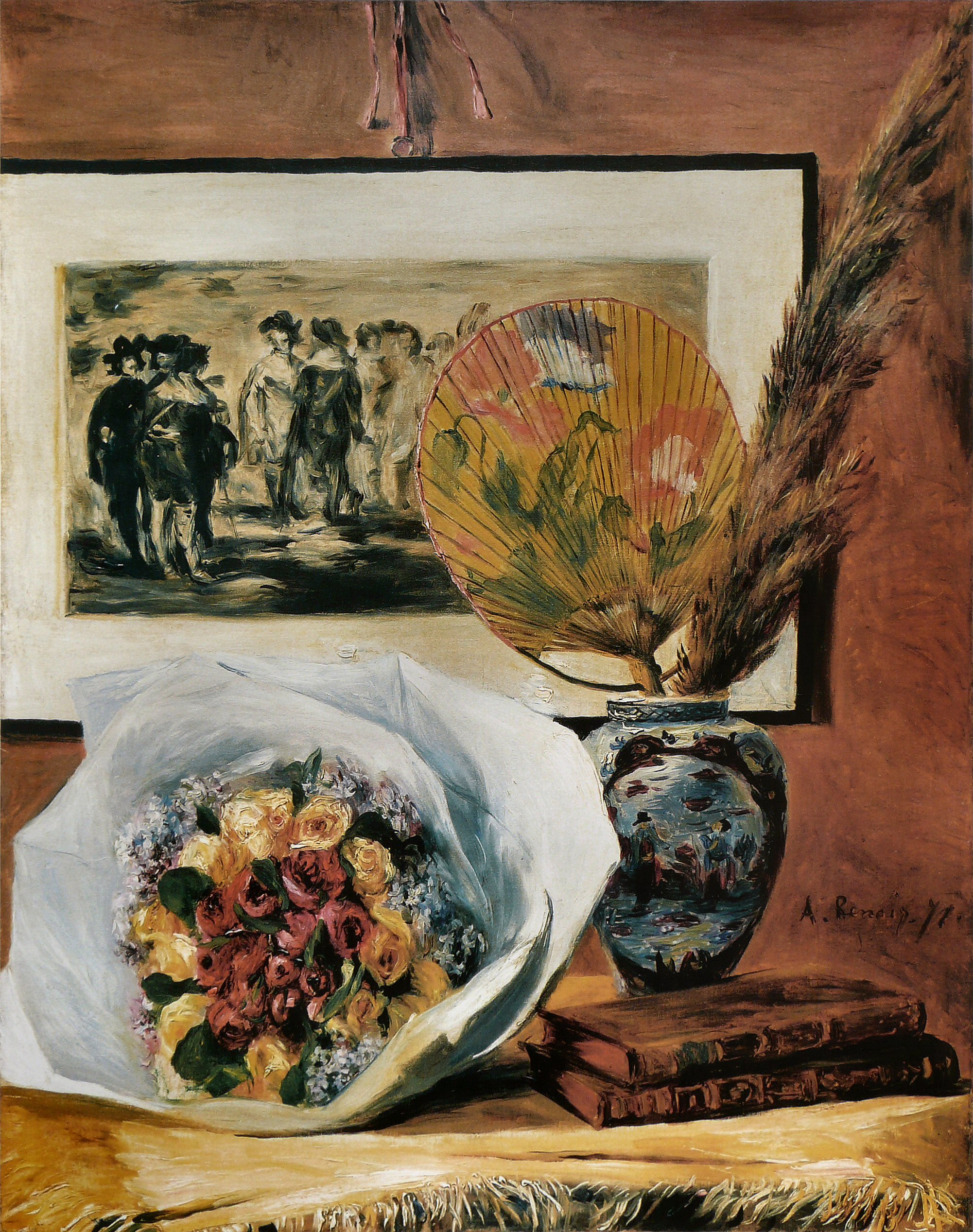
Пьер Огюст Ренуар Натюрморт с букетом и веером (1871)
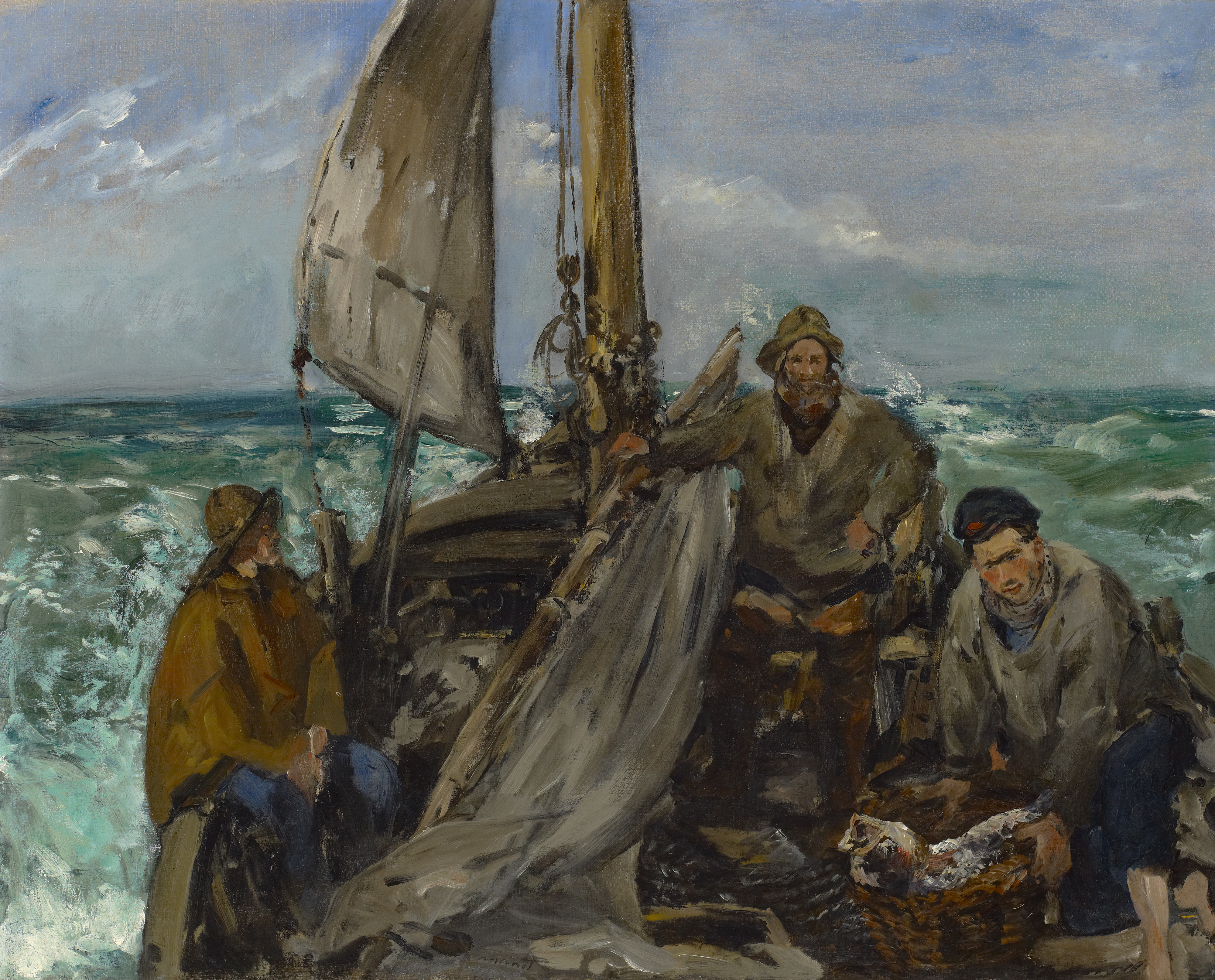
Эдуард Мане Труженики моря (1873)
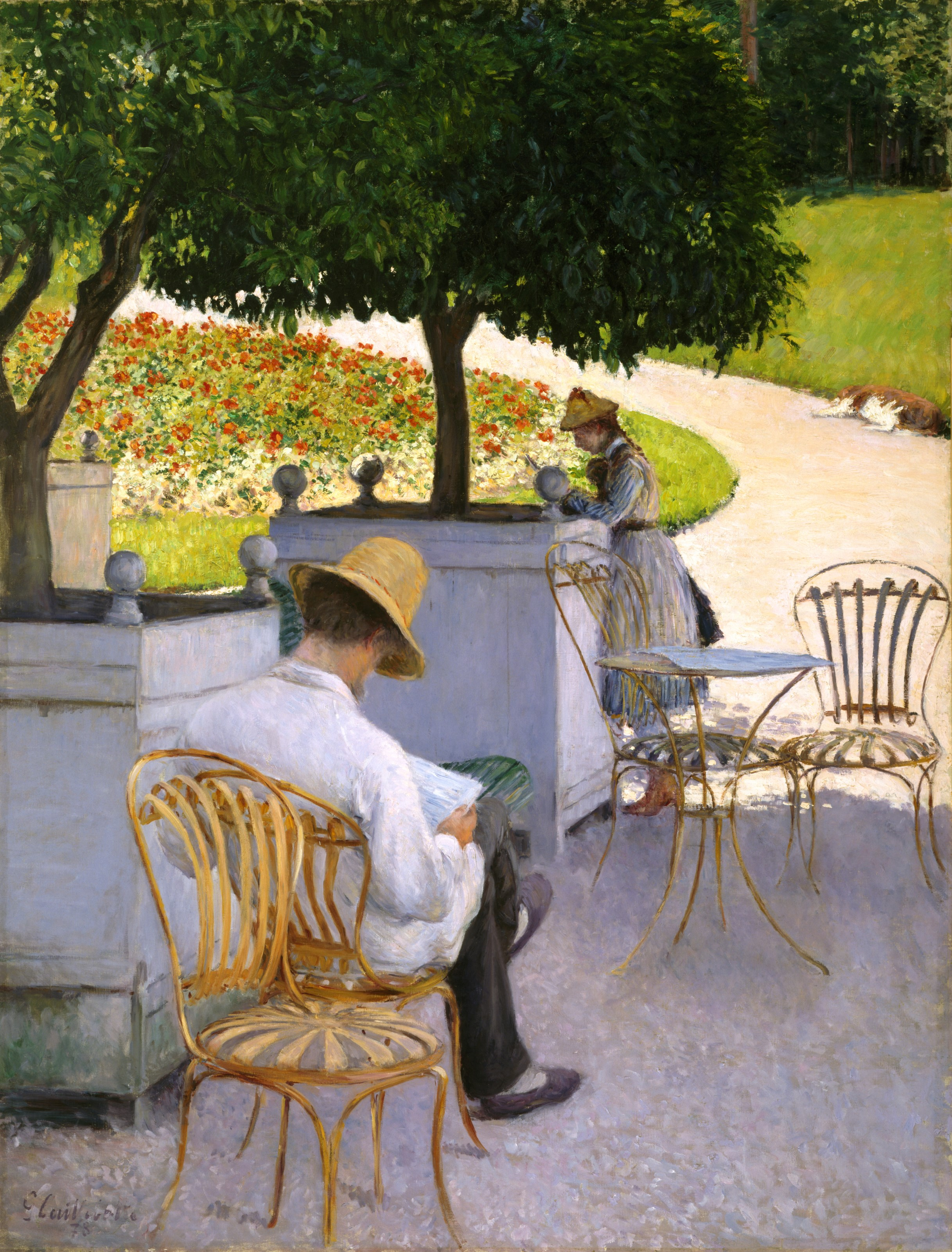
Гюстав Кайботт Апельсиновые деревья (1878)
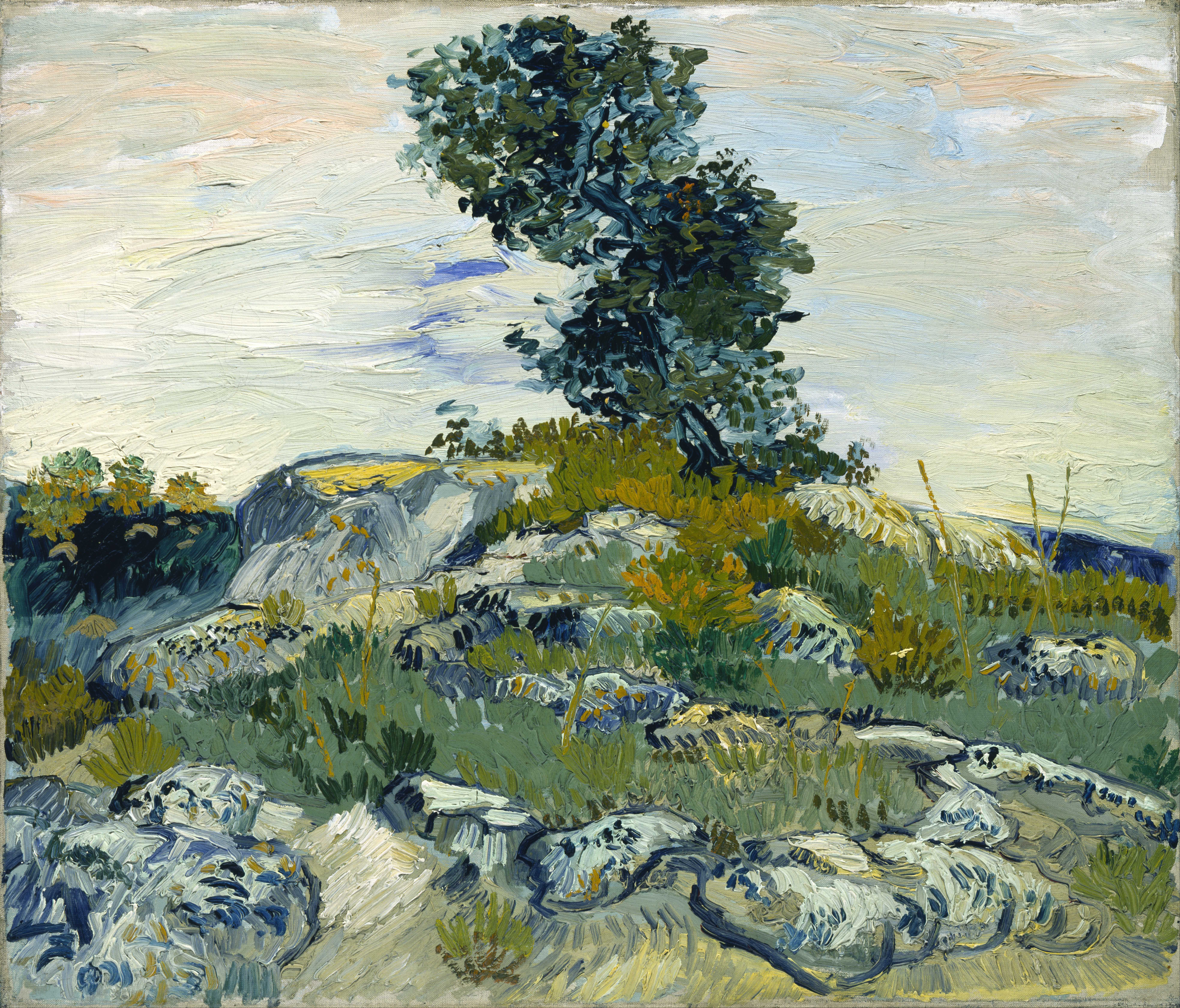
Винсент ван Гог Валуны и дуб (1888)
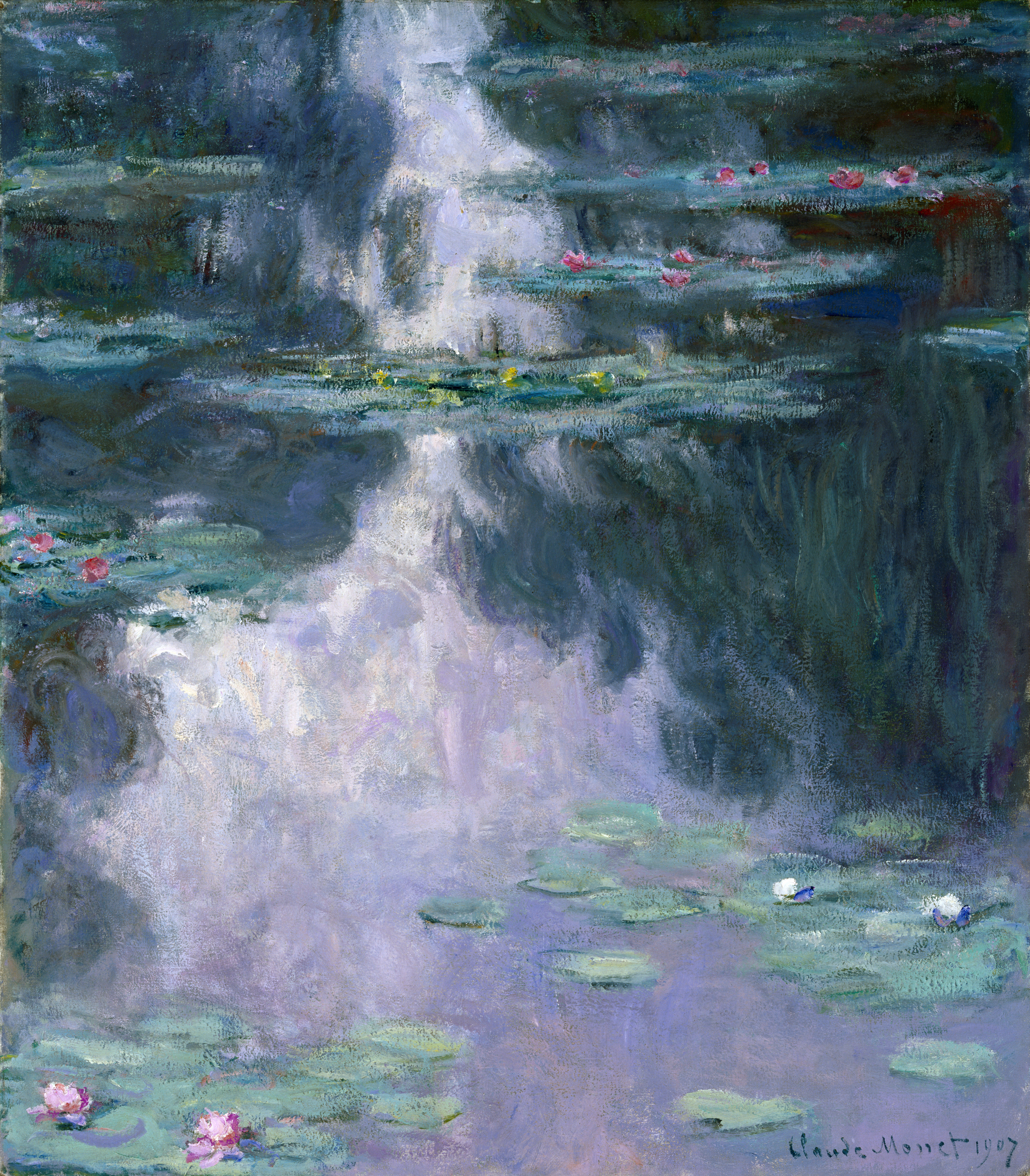
Клод Моне Водяные лилии (1907)

### Американская живопись

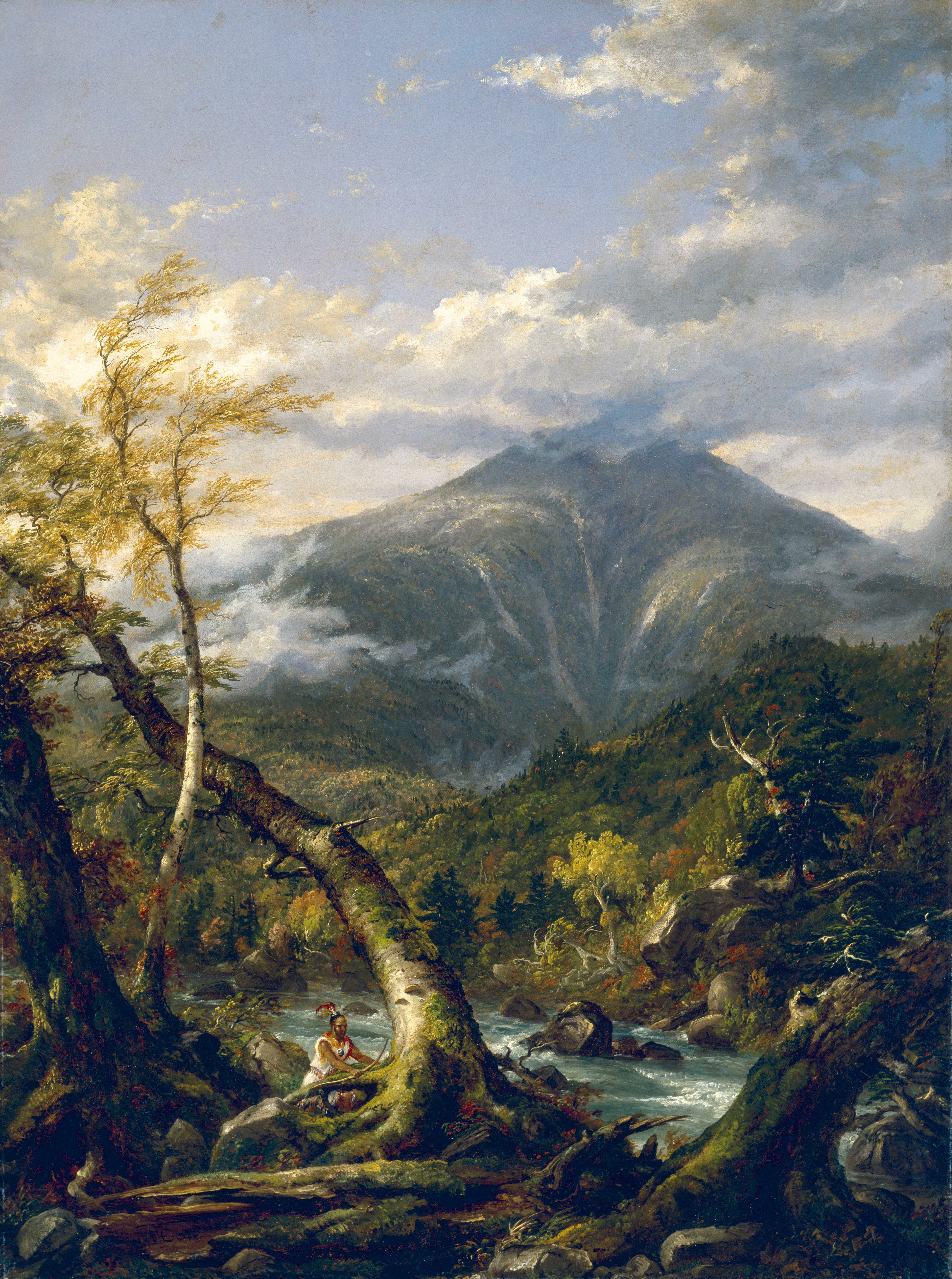
Томас Коул Дорога индейцев (1847)
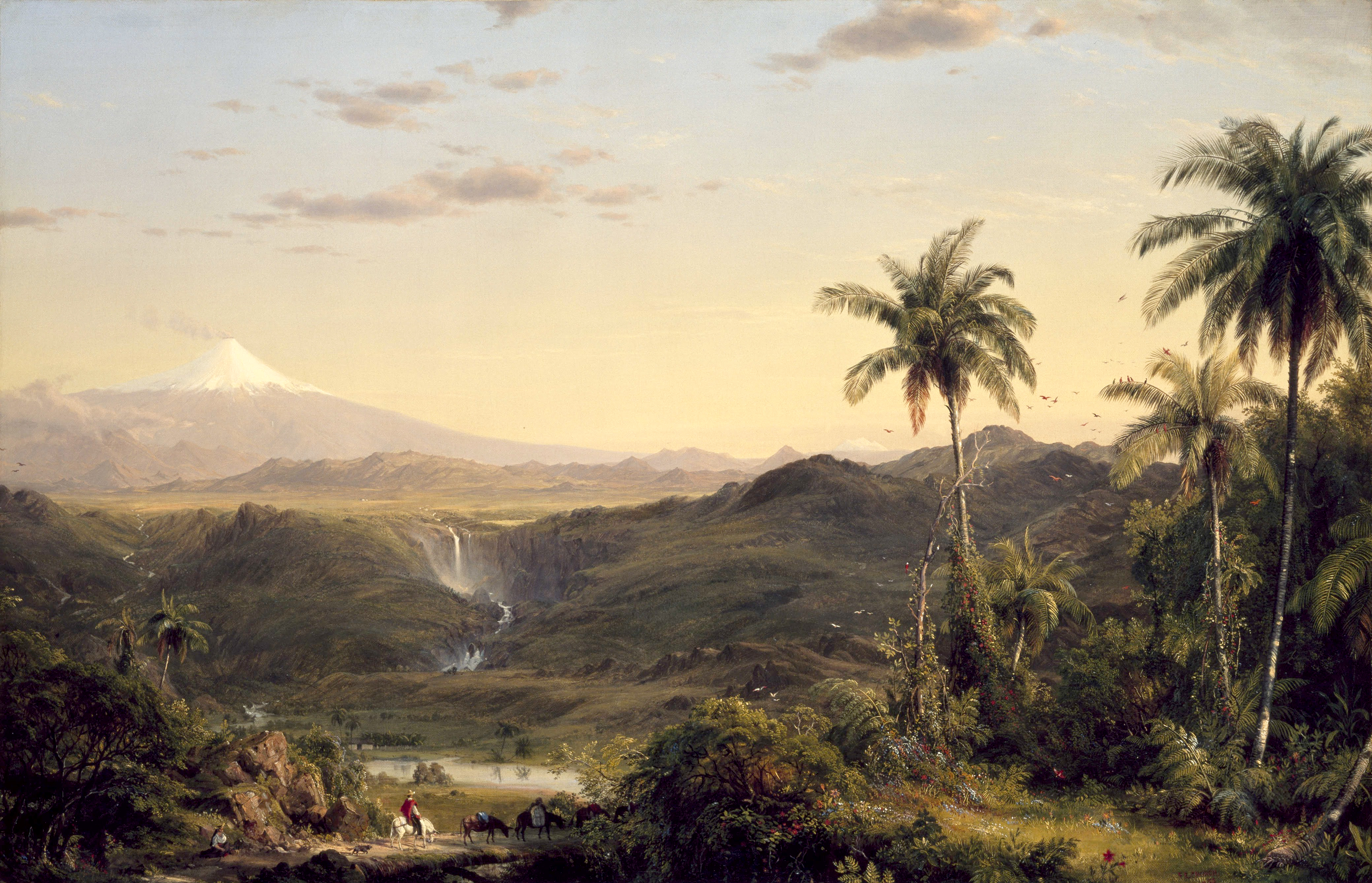
Фредерик Эдвин Чёрч Котопахи (1855)
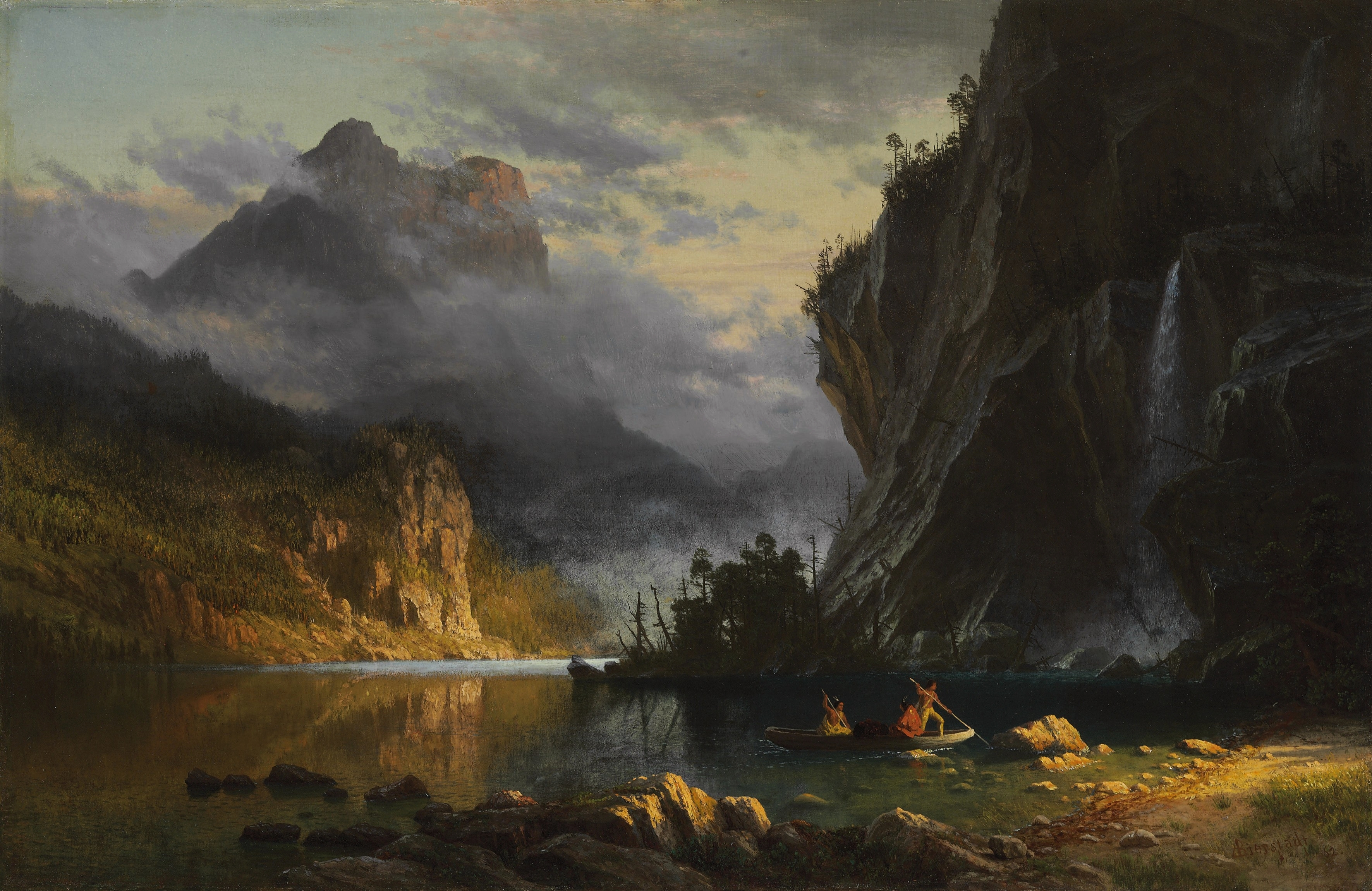
Альберт Бирштадт Индейцы, ловящие рыбу копьём (1862)
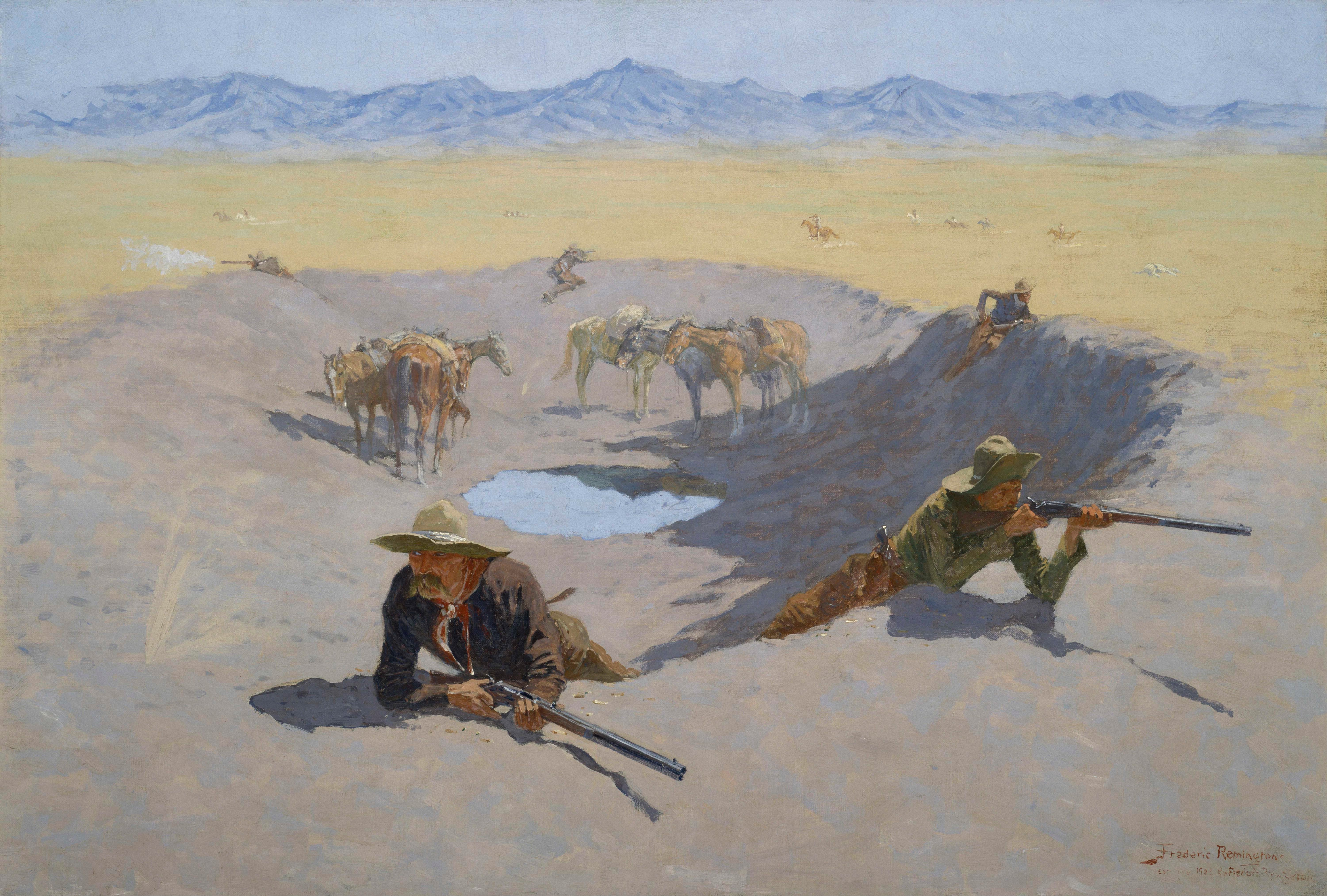
Фредерик Ремингтон Битва за источник воды (1903)